# Bromuro di magnesio
Il bromuro di magnesio è il composto inorganico con formula MgBr2. Questo sale esiste in forme diverse a seconda del grado di idratazione. Le due forme principali sono quella anidra (MgBr2, cristalli bianchi deliquescenti) e quella esaidrata (MgBr2·6H2O, cristalli incolori). Presente in Natura, si trova nell'acqua di mare, in acque salmastre e laghi salati come il Mar Morto, e in depositi salini. In piccole quantità si trova anche nei minerali bischofite e carnallite. In medicina è usato come debole sedativo per trattare disordini nervosi. In chimica organica è usato come reagente. Nelle pile a secco al magnesio è usato nell'elettrolita.

## Struttura
MgBr2 è un composto ionico. La struttura cristallina di MgBr2 anidro è isomorfa con quella di CdI2, sistema esagonale, gruppo spaziale P3m1. La struttura cristallina di MgBr2·6H2O è isomorfa con MgCl2·6H2O, sistema monoclino, gruppo spaziale C2/m.

## Sintesi
MgBr2 si ricava dall'acqua di mare, similmente a MgCl2. Il bromuro di magnesio si può inoltre preparare facendo reagire acido bromidrico e ossido di magnesio, e quindi cristallizzando il prodotto. Per questa via si ottiene il composto esaidrato. Si può anche sfruttare la reazione tra carbonato di magnesio e acido bromidrico.
Il prodotto anidro si ottiene riscaldando il composto esaidrato in corrente di HBr gassoso anidro, o per reazione diretta tra gli elementi:
Mg + Br2 → MgBr2

## Usi
Oltre agli usi menzionati all'inizio della pagina, il bromuro di magnesio ricavato dall'acqua di mare è usato per produrre bromo tramite la reazione:
MgBr2 + Cl2 → MgCl2 + Br2

## Tossicità / Indicazioni di sicurezza
Sia MgBr2 che MgBr2·6H2O sono disponibili in commercio. Entrambi i composti risultano irritanti per gli occhi, le vie respiratorie e la pelle. Non ci sono evidenze di effetti cancerogeni.